# 3-2-1 Tučňáci!
3-2-1 Tučňáci! (v anglickém originále 3-2-1 Penguins!) je americký animovaný televizní seriál, který vytvořili Jeff Parker, Phil Lollar a Nathan Carlson a produkovala společnost Big Idea Productions. První řada seriálu byla v letech 2000–2003 vydávána přímo na DVD, až posléze se objevila na televizních obrazovkách na stanici Qubo (součást NBC). Druhá a třetí série byly odvysílány v letech 2007 a 2008 na stanici Qubo. V České republice byl seriál vysílán na Minimax a TV Nova v roce 2007, posléze byl vydán na DVD společností Intersonic. Obě televize však vysílaly seriál se dvěma různými dabingy.

## Postavy
- Zrcátko (Zidgel)
- Machr (Midgel)
- Filuta (Fidgel)
- Kevin
- Jason
- Michelle
- Babička